# Spilosoma costalis
Spilosoma costalis là một loài bướm đêm thuộc phân họ Arctiinae, họ Erebidae.